# Душан Тешић
Душан Тешић (Новаци код Уба, 1879 — Логор Матхаузен, датум смрти није познат, вероватно између 1915/1918), земљорадник и зидар, те учесник два Балканска рата, као и Првог светског рата. Носилац је Сребрног војничког ордена Карађорђеве звезде са мачевима, Обилићевог крста, Албанске споменице и многих других споменица и домаћих и страних (француских) ордена и признања.

## Биографија
Душан Тешић рођен је у селу Новаци код Уба, 1879. године. Потиче из бројне и угледне породице која се почетком XIX века доселила из Лелића, села изнад Ваљева, а води порекло од Анте Јовановића, кнеза подгорског из доба српских устанака и након њих. Отац Милијан и мајка Иконија, били су пољопривредници. Рано је остао без родитеља па се рано посветио пољопривреди. По угледу на оца био је велики љубитељ коња и страстан јахач.

### Ратно искуство
Слушајући приче о храбрости предака и родољубиве народне песме у њему се пробудио и развио слободарски дух. Међу првима пошао је у ослободилачке ратове које је Србија водила од 1912. године. На свом коњу и са прописаним наоружањем ступио је у прве борбене редове и учествовао у многим борбама и другим акцијама. Са њим у тим ратовима учествовало је још шест његових блиских сродника. Од одласка у Први балкански рат до своје смрти није долазио кући. Имао је чин наредника у коњици. Неки његови ратни другови сведочили су да је показао нечувено јунаштво. Нарочито у борбама против „швапских злотвора“ око Смедерева. Голгота Србије није мимоишла ни њега. Крећући се албанским беспућима у Драчу бива заробљен и интерниран у логор Матхаузен, где је и умро. Из логора је по једном сапатнику послао фамилији сат као успомену, али га они никад нису добили пошто га је присвојио човек коме је дао да преда његовим ближњима.
За заслуге на бојном пољу добио је више ратних одликовања: Обилићев крст, Сребрни војнички орден Карађорђеве звезде са мачевима, једно француско одликовање и још неке медаље и друга признања. Нека од њих су посмртно уручена члановима његове породице. Пошто му посмртни остаци нису пренети у домовину родбина му је подигла спомен плочу на парохијској цркви у Новацима.
Веома млад оженио се Марицом Лукић из Бреснице код Коцељеве. У браку су изродили доста деце, али су им одрасли син Спасоје и кћери Драгана, Цвета и Десанка.